# Melophlus ruber
Melophlus ruber är en svampdjursart som beskrevs av Marcus Lehnert och van Soest 1998. Melophlus ruber ingår i släktet Melophlus och familjen Ancorinidae.
Artens utbredningsområde är Jamaica. Inga underarter finns listade i Catalogue of Life.